# Dietrich Christoph von Groß gen. von Schwarzhoff
Dietrich Christoph von Groß gen. von Schwarzhoff (* 28. Februar 1810 in Darkehmen; † 12. März 1896 in Berlin) war ein deutscher Verwaltungsbeamter und Politiker.

## Leben
Von Groß entstammte der preußischen Familie Groß und war der Sohn des Hauptmanns Karl Leopold Ludwig Friedrich (von) Groß und dessen Ehefrau Julie Friederike, geborene von Schwarzhoff. Der Großvater und der Vater führten seit 1801 das Adelsprädikat. Die preußische Namens- und Wappenvereinigung zu „von Groß gen. Von Schwarzhoff“ datiert vom 6. Februar 1835. Er war evangelischer Konfession und blieb unverheiratet. Sein Bruder war der General Julius von Groß. 
Von Groß war Gutsherr auf Dargels. Nach dem Studium war er 1835 Referendar bei der Regierung in Königsberg und dort 1838 Regierungsassessor. 1840 wurde er zunächst kommissarischer Verwalter des Landratsamtes und dann definit Landrat im Kreis Braunsberg. 1854 wurde er Oberregierungsrat in Köslin und 1864 Regierungsvizepräsident und Vertreter des Oberpräsidenten in Magdeburg.
Er war 1850 Mitglied im Volkshaus des Erfurter Unionsparlaments und dabei in der konservativen Schlehdorn-Fraktion tätig. 
Außerdem wurde er mit dem Roten Adlerorden 2. Klasse mit Eichenlaub und dem Hausorden der Hohenzollern ausgezeichnet. In den 1890er Jahren lebte er in Berlin.